# Fatah al-Islam
Fatah al-Islam (arab. ‏فتح الإسلام‎, nazwa oznacza Islamski Podbój lub Zwycięstwo Islamu) – islamistyczna zbrojna grupa sunnitów w Libanie.

## Historia
Grupa została utworzona w 2006 roku w następstwie rozłamu w palestyńskiej organizacji niepodległościowej Fatah al-Intifada. Założycielem Fatah al-Islam był Szakir al-Abbasi, który wyprowadził z Fatah al-Intifada grupę około 400–500 bojowników i wraz z nimi udał się obozu Nahr al-Bared w północnym Libanie, gdzie utworzyli oni bazę nowo powstałej organizacji. Wkrótce grupa zasilona została przez islamistów-ochotników z innych państw arabskich. Część napływowych działaczy powiązana była Z Al Ka’idą. 
Powiązania Fatah al-Intifada z organizacją Usamy ibn Ladina skłoniły rząd Libanu do działań przeciwko palestyńskim islamistom. W maju 2007 roku wojsko libańskie uderzyło na opanowany przez islamistów Nahr al-Bared. W następstwie trwającego cztery miesiące oblężenia Fatah al-Inifada został usunięty z obozu. W bitwie zginęło ponad 400 osób, w tym 170 libańskich żołnierzy. Ekstremiści rozpierzchli się do innych obozów dla uchodźców palestyńskich, jednak struktury organizacji nie zostały całkowicie zniszczone. 
Fundamentaliści do końca 2007 i w 2008 roku prowadzili kampanię terrorystyczną wymierzoną w libański rząd, choć zdarzały się im też nieliczne ataki na cele Izraela i Syrii. 
W 2008 roku w niejasnych okolicznościach zginął Szakir al-Abbasi. 
W kolejnych latach członkowie grupy uczestniczyli w syryjskiej wojnie domowej, w której poparli przeciwników prezydenta Baszszara al-Asada.

## Najważniejsze ataki przeprowadzone przez grupę
- Fatah al-Islam oskarżony został o przeprowadzenie zamachów bombowych z 13 lutego 2007 roku. Wtedy to terroryści zaatakowali dwa autobusy w chrześcijańskiej enklawie nieopodal miasta Bikfajja. W atakach zginęły trzy osoby[1].

- 11 czerwca 2007 roku islamiści ostrzelali z moździerzy pojazd Czerwonego Krzyża. Śmierć odniosły 2 osoby, a jedna została ranna[1].

- 24 czerwca 2007 roku organizacja przeprowadziła zamach bombowy na oddział ONZ w południowym Libanie. Zginęło 6 osób, a jedna została ranna[1].

- 13 maja 2008 roku grupa przyznała się do zamachu bombowego w Abdeh, w którym zginęła jedna osoba[1].

- Islamiści przyznali się do ostrzału rakietowego izraelskich osadników w miejscowości Meftahim w dniu 25 maja 2008 roku[1].

- Grupa oskarżona została o przeprowadzenie zamachu bombowego na autobus w Trypolisie w dniu 13 sierpnia 2008 roku[1].

- Radykałowie przyznali się do zamachu z użyciem samochodu pułapki w Damaszku, który miał miejsce 27 września 2008 roku. W ataku zginęło 17 osób[1].

- Organizacja oskarżona została o atak bombowy na wojskowego busa Trypolisie z dnia 30 września 2008 roku. W zamachu śmierć odniosło 6 osób, a 17 zostało rannych[1].

## Liczebność
W maju 2007 roku liczba członków formacji szacowana była na od 100 do kilku tysięcy osób.

## Ideologia
Jest sunnickim ruchem islamistycznym. 
Jego pierwotnym celem była reforma społeczności palestyńskiej w duchu szariatu i walka z Izraelem. Gdy do formacji napłynęli działacze powiązani z Al-Ka’idą, ruch dokooptował do programu ideologię dżihadu skierowanego przeciwko Stanom Zjednoczonym.
Jest wrogo nastawiony wobec bardziej umiarkowanych ruchów palestyńskich, a więc Organizacji Wyzwolenia Palestyny i Hamasu.

## Jako organizacja terrorystyczna
Od 2009 roku znajduje się na liście organizacji terrorystycznych Departamentu Stanu USA